# فرانکو پپه
فرانکو پپه (ایتالیایی: Franco Pepe؛ زادهٔ ۱۸ ژوئیهٔ ۱۹۶۳) سرآشپز اهل ایتالیا است که در زمینهٔ پخت پیتزا تخصص دارد و یکی از بهترین پیتزاپزهای جهان محسوب می‌شود.

## زندگی‌نامهٔ حرفه‌ای
وی پیتزاپزی را در رستوران والدینش در شهر کایاتسو فرا گرفت. مسئولیت اداره این رستوران خانوادگی پس از مرگ پدرش در سال ۱۹۹۶ بر دوش او و برادرانش افتاد اما به سبب اختلاف نظر با برادرانش در نحوه اداره رستوران، آن را ترک کرد و تصمیم گرفت رستورانی دیگر برای خودش در همان منطقه برپا کند. سرانجام رستوران او در سال ۲۰۱۲ در کایاتسو افتتاح شد. او در سال ۲۰۲۲ «پیتزا هاب» ایجاد کرد که یک راهنمای غذاشناسی دیجیتال برای بازدید از مکان‌های منطقه کازرتای عُلیا است که مواد خام مورد استفاده در تهیهٔ پیتزا از آنجا می‌آید.
مستند تلویزیونی شفز تیبل نتفلیکس در سال ۲۰۲۲ میلادی یکی از قسمت‌های خود را به وی اختصاص داد. وی به‌دلیل مشارکت‌هایش در معرفی فرهنگ منطقهٔ خود، نشان شایستگی جمهوری ایتالیا را دریافت کرد. نانسی سیلورتون دربارهٔ او گفته‌است که وی بهترین پیتزاپز جهان است.
کتاب راهنمای میشلن هم در سال ۲۰۱۸، پیتزاهای او را بهترین پیتزای جهان نامید. علاوه بر این، او به عنوان بهترین پیتزاپز سال توسط مجله «غذا و سفر» و سپس به‌عنوان بهترین پیتزاساز سال ۲۰۲۱ انتخاب شد و جایزه بهترین سرآشپز ۲۰۲۲ را هم دریافت کرد. او همچنین در سال ۲۰۱۹ برنده «جایزه پیتزا» در ایتالیا شد.
رستوران او «پپه این گرانی» به مدت ده سالِ جایزه «سه بُرش پیتزا» را از مجلهٔ غذای ایتالیایی «گامبرو روسو» دریافت کرده‌است، و در بخش «غذاخوری‌های ارزان اروپا» در کتابچهٔ راهنمایِ «نظرهایی دربارهٔ غذاخوری» ۲۰۲۰ به رتبه نخست دست پیدا کرد. این پیتزافروشی در کتاب «کجا پیتزا بخوریم» به قلمِ دانیل یانگ به عنوان پیتزافروشی با بیشترین رای در جهان ذکر شده‌است و همچنین نخستین پیتزافروشی بود که نامش در فهرست «۵۰ کشف برتر» در راهنمایِ «۵۰ رستوران برتر جهان» در سال ۲۰۱۹ قرار گرفت.